# Стилска таблица (веб развој)
Веб стилска таблица представља форму одвајања садржаја и наслова за веб дизајн у којим је језик за прављење базе (HTML или ХHTML) веб странице који садржи семантички садржај и структуру, али не дефинише свој визуелни изглед (стил). Уместо тога, изглед се дефинише у спољашњој стилској таблици користећи језик стилске таблице као што су CSS или XSLT. Овакав приступ дизајну је познат као "одвајајући" зато што у великој мери замењује претходну методологију у којој је дефинисан изглед страница као и структура.
Основна филозофија ове методологије је посебан случај одвајања проблема.

## Бенефити
Раздвајање стила и садржаја има својих предности, али је једино практична након побољшања у популарним веб прегледачима као што је CSS на пример.

### Брзина
Генерално гледано, искуство корисника при коришћењу сајта са стилским таблицама ће генерално бити бржи од сајтова који не користе технологију. "Углавном" ће се прва страница учитати много спорије - зато што стилска таблица и садржај морају да буду премештени.
Следеће странице ће се учитати много брже зато што не постоји стилска информација која би требало да се скине - CSS фајл ће већ бити у складишту претраживача.

### Способност снабдевања
Држећи све стилове презентација у једном фајлу, може се смањити време одржавања и редуковати шанса за грешке, чиме се побољшава доследност презентације. На пример, боја фонта повезана са врстом текста може бити назначена - самим тим и лака за измену - кроз цео вебсајт једноставно тако што се промени један кратак стринг карактера у један фајл. Алтернативни приступ, користећи стилове уграђене у сваку појединачну страницу, захтевао би тежак, дуготрајан фајл и фајл који је склон грешкама.

### Приступачност
Сајтови који користе CSS преко XHTML-а или HTML-а су лакши за подешавање тако да се они понашају слично у различитим претраживачима (Интернет експлорер, Мозила фајерфокс, Опера, Сафари, итд.).
Сајтови који користе CSS-ово "грандиозно деградирање" у претраживачима, онемогућени су да прикажу графички садржај, као нпр. Lynx, или они који су толико стари да не могу да корисе CSS. Претраживач игнорише CSS који не разуме, као што је CSS 3 извештај. Ово омогућава широком спектру корисничких агената да приступе садржају сајта чак и ако не могу да мењају стилске таблице или нису дизајнирани графичком могућношћу. На пример, претраживач користи обнављајући дисплеј за слепе за излаз који би могао занемарити распоред информација у потпуности, али би корисник и даље имао приступ целокупном садржају.

### Прилагођавање
Ако се распоред информација странице чува екстерно, корисник може да искључи распоред информација у потпуности, остављајући сајт бар садржај у видљивој форми. Аутори сајта могу такође понудити више стилских таблица, који се могу користити за промену изгледа сајта без мењања садржаја.
Већина модерних веб претраживача такође дозвољава корисницима да дефинишу сопствену стилску таблицу, што може укључивати правила која надјачавају правила аутора распореда. Ово омогућава корисницима да болдују сваки хиперлинк на свакој страни коју посете. 

### Доследност
Зато што семантички фајл садржи само значење оног што је аутор хтео да пренесе, стилизовање различитих елемената садржаја неког документа је веома доследан. На пример, наслови, искошени текст, листе и математички изрази сви имају доследано примењено својство доследности из спољашње стилске таблице. Аутори не морају истовремено да брину о својству изгледа странице и о композицији странице. Ови презентујући детаљи се могу занемарити до самог чина презентације.

### Преносивост
Одлагање презентујућих детања до самог чина презентације значи да се документ може једноставно поново користити за потпуно другачију презентацију која садржи нову стилску таблицу која је већ припремљена за нову средину и у складу је са елементарним или структуралним вокабуларом семантичког документа. Пажљиво прављен документ за веб странице, може се лако штампати као јасно ограничен докмент са комплетним деловима као што су хедер и футер, бројеви страница и генерисани садржај, једноставно додавањем нове стилске таблице.

## Данашње практичне мане
Тренутне спецификације (на пример, XHTML, XSL, CSS) и софтверски алати који спроводе ове спецификације су достижне једино у раним фазама зрелости. Дакле, постоје неки практични проблеми са којима се суочавају аутори који желе да прихвате овај метод раздвајања садржаја и изгледа.

### Тешко усвајање без рашчлањавања и генерисања алата
Док су спецификације изгледа прилично добре и још увек у развијању, софтверски алати се споро прилагођавају. Већина главних веб девелопера алата и даље подржава помешан изглед презентације и садржаја. Самим тим, аутори и дизајнери радећи са ГУИ базираним алатима, тешко прате семантички веб метод. Поред ГУИ алата, складишта за упрошћавање стилских таблица ће помоћи да што пре дође до усвајања ових метода.